# آرون كرافت
آرون كرافت (بالإنجليزية: Aaron Craft)‏ مواليد 12 فبراير 1991 في فندلي، هو لاعب كرة سلة أمريكي بدأ مسيرته الاحترافية في سنة 2014 ويحمل الرقم 14. يبلغ طوله 6 قدم 2 بوصة (1.9 م).

## روابط خارجية
- آرون كرافت على موقع سبورتس رفرنس (الإنجليزية)
- آرون كرافت على موقع كرة السلة الأوروبية.كوم (الإنجليزية)
- آرون كرافت على موقع إي إس بي إن.كوم (الإنجليزية)
- آرون كرافت على موقع كلية كرة السلة في سبورتس رفرنس.كوم (الإنجليزية)
- آرون كرافت على موقع ريلجم (الإنجليزية)
- آرون كرافت على موقع بروبوليرز (الإنجليزية)
- آرون كرافت على موقع سبورتس رفرنس (الإنجليزية)
- آرون كرافت على موقع سبورتس رفرنس (الإنجليزية)